# Ходсон, Ли
Ли Джеймс Стифен Ходсон (англ. Lee James Stephen Hodson; род. 2 октября 1991[…], Уотфорд, Хартфордшир) — североирландский футболист, защитник клуба «Истли» и национальной сборной Северной Ирландии.

## Клубная карьера
Воспитанник футбольной школы клуба «Уотфорд». Взрослую футбольную карьеру начал в 2008 году в основной команде того же клуба, в которой провел четыре сезона, приняв участие в 83 матчах Чемпионшипа. Большинство времени, проведенного в составе «Уотфорда», был основным игроком защиты команды.
В сезоне 2012/13 потерял место в основном составе, из-за чего с ноября 2012 и до конца сезона на правах аренды играл за «Брентфорд» в Первой лиге.
20 июля 2013 подписал контракт с клубом «Милтон-Кинс Донс», который также выступал в Первой лиге. С тех пор успел сыграть за клуб из Милтон-Кинс 39 матчей в третьем по уровню дивизионе Англии.
1 февраля 2016 года был отдан в аренду в шотландский клуб «Килмарнок», где играл до конца сезона.
29 июня 2016 года Ходсон подписал трехлетний контракт с клубом «Рейнджерс». 19 июля дебютировал в матче Кубке шотландской лиги против «Эннан Атлетик». 3 декабря забил свой единственный гол в матче против «Абердина» на «Айброксе».
20 августа 2018 года Ходсон на сезон был отдан в аренду в «Сент-Миррен».
8 июня 2019 года Ходсон подписал двухлетний контракт с клубом «Джиллингем».
В январе 2020 года вновь был отдан в аренду в «Сент-Миррен» до конца сезона.
10 августа 2020 года был отдан в аренду в «Гамильтон Академикал».
3 сентября 2021 года Ходсон подписал годичный контракт с «Килмарноком», который в конце сезона 2020/21 был переведен в шотландский Чемпионшип.
В августе 2022 года был отдан в аренду в «Партик Тисл» до января 2023 года. В январе аренда была продлена до конца сезона.
30 июня 2023 года присоединился к клубу «Истли».

## Карьера за сборную
Хотя Ли родился и вырос в Англии, он имел право играть за Северную Ирландию, так как его бабушка по линии отца родилась в Белфасте.
Дебют за национальную сборную Северной Ирландии состоялся 17 ноября 2010 года в товарищеском матче против сборной Марокко (1ː1). Был включён в состав сборной на чемпионат Европы 2016 года во Франции, но все матчи провёл на скамейке запасных.